# Sensación del bloque
La Sensación del Bloque es una canción del cantante estadounidense De la Ghetto y el cantante puertorriqueño Randy. Fue lanzada por La Brea Records y EMI Televisa Music en 2006. La canción fue producida por DJ Giann, Dexter y Mista Greenzz.

## Recepción
El sencillo fue de las mejores colaboraciones del género según la revista de Billboard.
En 2022, fue incluida en el top 76 en «100 grandes canciones de Reggaeton de todos los tiempos» de la revista de Rolling Stone.

## Video musical
El video musical de "Sensación del Bloque" fue lanzado el 17 de febrero de 2007. Además de los intérpretes de la canción, en el video se incluyen cameos de los artistas urbanos Daddy Yankee, Ñejo, Julio Voltio, Jowell, Willy Cultura, Alexis, Guelo Star, Héctor el Father y Tito el Bambino, (estos dos últimos habían finalizado su carrera como dúo tres años atrás. Siendo este, el último videoclip donde pueden verse juntos).

## Gráficos
| Listas (2007)                    | Posición |
| -------------------------------- | -------- |
| Tropical Airplay (Billboard)     | 16       |
| Latin Rhythm Airplay (Billboard) | 11       |